# L'Annonciation (Memling)
Vous lisez un « bon article » labellisé en 2025.
Pour les articles homonymes, voir Annonciation (homonymie).
L'Annonciation est une huile sur panneau de Hans Memling datant des années 1480, qui dépeint l'épisode biblique éponyme, rapporté dans l'Évangile selon Luc. L'œuvre figure l'archange Gabriel annonçant à la Vierge Marie sa maternité divine et la conception de Jésus-Christ. L'Annonciation est conservée au sein de la collection Robert Lehman du Metropolitan Museum of Art de New York.
Marie est représentée avec deux anges. À la gauche du tableau, l'archange Gabriel est vêtu d'une tenue ecclésiastique. Au-dessus de Marie, une colombe symbolise le Saint-Esprit. Inspirée par le Retable de Sainte-Colombe de Rogier van der Weyden (c. 1455), cette œuvre est qualifiée par Maryan Ainsworth d'« image étonnamment originale, riche de significations ».
L'iconographie se centre sur la pureté virginale. L'évanouissement de Marie préfigure la Crucifixion du Christ, soulignant le rôle trinitaire : mère, épouse et reine céleste. Le cadre originel, attesté jusqu'au XIXe siècle, porte une inscription datée possiblement de 1489 selon les historiens. Gustav Friedrich Waagen qualifie ce panneau dès 1847 d'« œuvre accomplie et singulière » de Memling. Exposée durant Les Primitifs flamands à Bruges en 1902, l'œuvre est ensuite restaurée et nettoyée. Philip Lehman en fait l'acquisition en 1920 auprès de la famille Radziwill, collectionneurs établis dès le XVIe siècle ; Antoni Henryk Radziwiłł la redécouvre au début du XIXe siècle, percée d'une flèche, ce qui nécessite une autre restauration de l'œuvre.

## Description

### Sujet

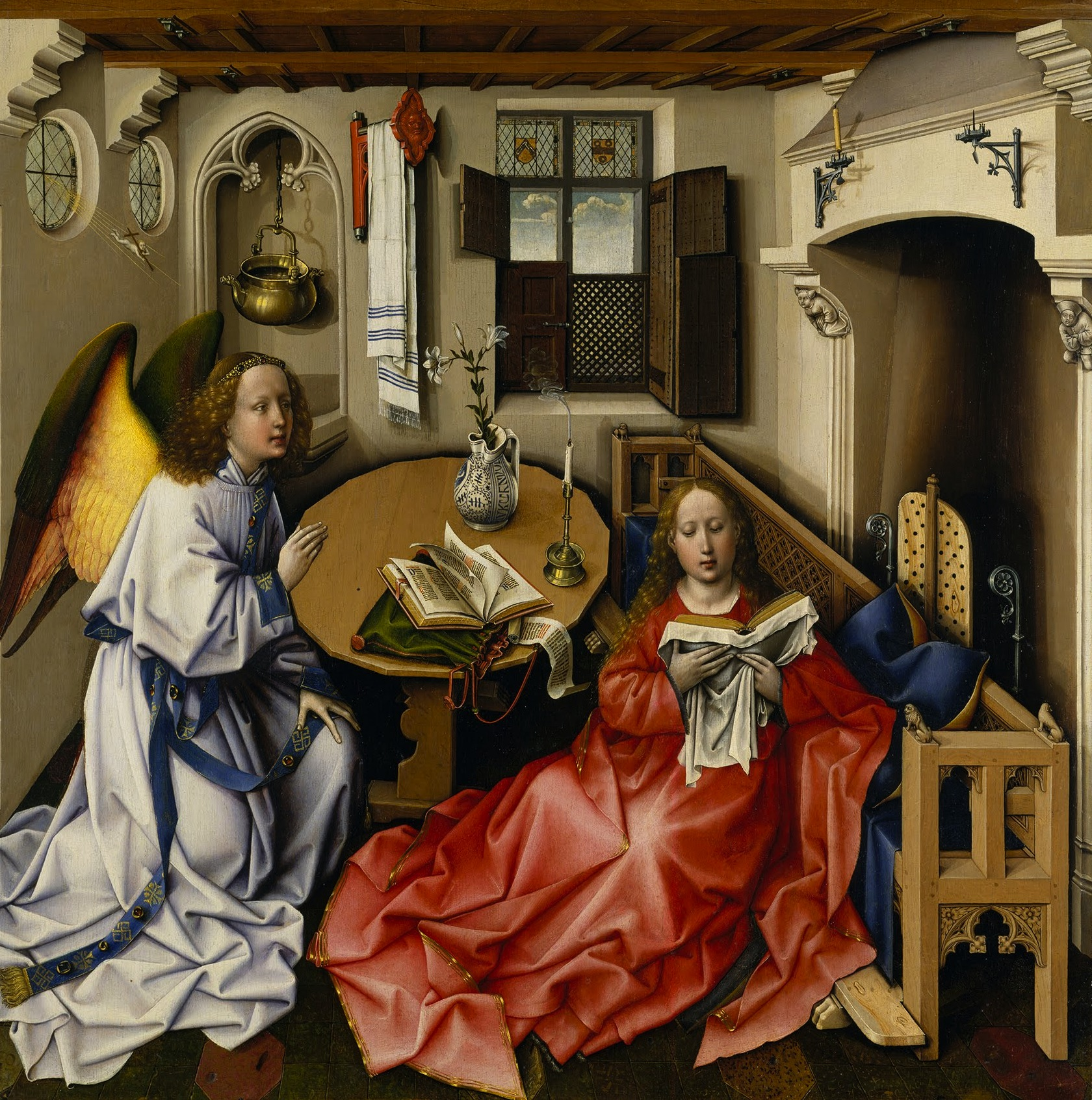
Le Triptyque de Mérode de Robert Campin, daté aux environs de 1420 (The Cloisters), déploie une iconographie conventionnelle caractérisée par la présence symbolique d'un foyer et d'un vase de fleurs.

L'Annonciation est un thème très courant dans l'art européen. Sa représentation est cependant un défi artistique, car elle illustre l'union mystique entre Marie et le Christ, au moment où elle devient le Tabernacle du Verbe incarné. La doctrine mariale de la Théotokos, qui désigne Marie comme la Mère de Dieu, est officiellement affirmée dès 431 lors du concile d'Éphèse. Vingt ans plus tard, le concile de Chalcédoine valide la doctrine de l'Incarnation, qui postule la double nature divine et humaine du Christ. La virginité perpétuelle de Marie est confirmée comme dogme au concile du Latran en 631. Dans l'art byzantin, les scènes de l'Annonciation montrent traditionnellement la Vierge trônant, vêtue de symboles royaux. Au fil des siècles, l'iconographie a évolué, représentant la Vierge dans des espaces clos comme le temple, l'église, ou même le jardin.
Dans les œuvres des primitifs flamands, l'Annonciation est souvent située dans des intérieurs domestiques de l'époque. Ce style est devenu récurrent, notamment grâce à Robert Campin, Jan van Eyck, et Rogier van der Weyden. Cependant, ni Campin ni van Eyck n'ont osé placer la scène dans une chambre à coucher. Ce motif apparaît dans le Triptyque de l'Annonciation du musée du Louvre, réalisé par van der Weyden vers 1435, ainsi que dans son Retable de Sainte-Colombe (c. 1455), où la Vierge est agenouillée près du lit nuptial, peint en rouge avec des pigments coûteux. La représentation de cette scène par Memling présente des similitudes avec celle du Retable de Sainte-Colombe.

### Composition

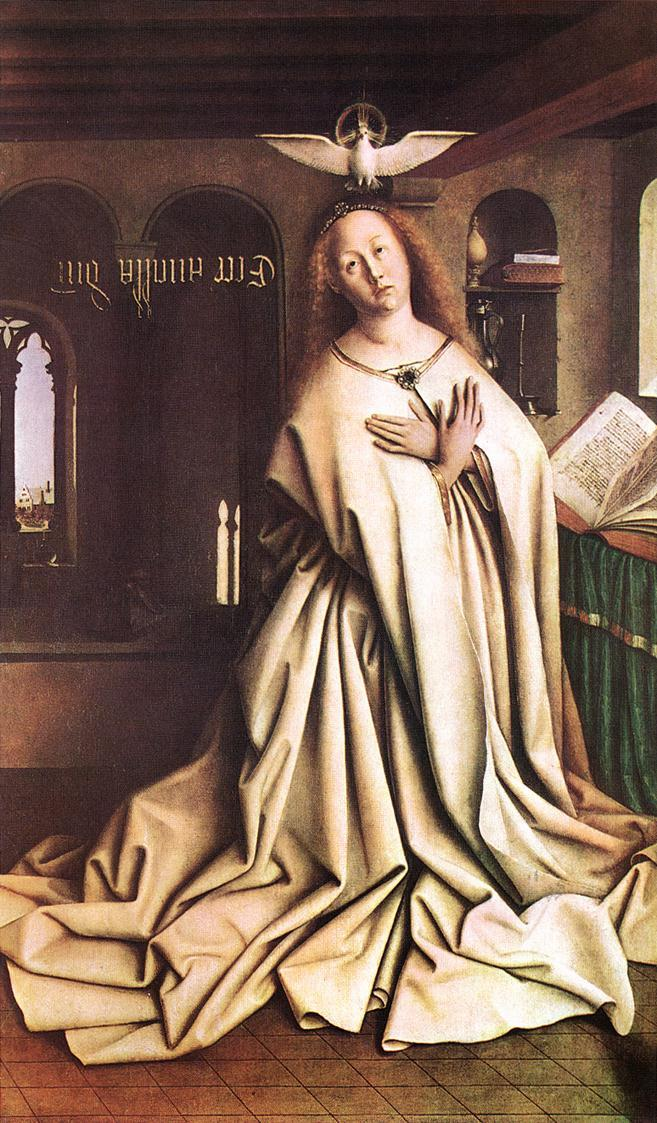
L'Annonciation qui figure sur L'Agneau mystique de Jan van Eyck se caractérise par une inscription dont l'orientation converge vers la Vierge Marie, tandis que la colombe, symbolisant le Saint-Esprit, survole la scène en planant.

L'archange Gabriel apparaît à Marie pour lui annoncer qu'elle sera la mère du Fils de Dieu. Il est représenté debout, légèrement de côté, portant un diadème orné de gemmes et vêtu de vêtements sacerdotaux. Il déploie une chape en brocart rouge et or, richement brodée, avec un motif de séraphins gris et de roues, sur une aube et un amict d'une blancheur éclatante. D'une main, il tient son bâton de fonction, tandis que l'autre est tendue vers la Vierge. En fléchissant le genou, il rend hommage à Marie, la reconnaissant comme Mère du Christ et Reine du ciel. Ses pieds, dénudés, se placent discrètement derrière ceux de Marie.
Marie se présente de face. En arrière-plan, un lit drapé de tentures rouges encadre la scène, semblable à un baldaquin d'honneur traditionnel. Contrairement aux œuvres de ses prédécesseurs, où les Vierges portaient des robes richement ornées de bijoux, Marie est vêtue d'une tunique simple et blanche sous un manteau bleu, avec une décoration discrète de pierres précieuses à l'ourlet et au col. Une subucule violacée dépasse de son encolure et de ses poignets, symbolisant son statut royal. Marie ne montre ni surprise ni peur face à l'annonce ; selon l'historienne de l'art Shirley Neilsen Blum, la scène est rendue avec un grand sens de naturalisme et illustre « la métamorphose de Marie, de jeune fille en Théotokos ».
La posture de la Vierge est assez particulière. Elle semble s'élever ou vaciller, s'éloignant ainsi des représentations traditionnelles où elle est assise ou agenouillée. Shirley Neilsen Blum note que « l'on rechercherait vainement au sein d'autres panneaux de maîtres néerlandais du XVe siècle illustrant l'Annonciation une Vierge disposée de la sorte ». L'historienne de l'art Penny Jolly suggère que le tableau évoque une posture obstétricale, un motif déjà exploré par Rogier van der Weyden dans son Triptyque des Sept Sacrements — où l'effondrement de la Vierge évoque une attitude similaire à celle de l'accouchement — et dans sa Descente de Croix, où Marie Madeleine se penche et s'accroupit, une posture semblable à celle adoptée par Marie dans la Lamentation de Memling,. Deux anges soutiennent la Vierge. L'un, à gauche, relève le pan de la robe de Marie, tandis que l'autre regarde le spectateur, « sollicitant notre réponse », selon Maryan Ainsworth. De stature modeste, ces anges apportent une solennité et, selon Shirley Neilsen Blum, une disposition « comparable à celle de Gabriel ». En plus de cet entourage angélique, Memling dépeint une chambre à coucher typique de la haute société marchande flamande du XVe siècle.

### Allégorie
Une colombe, symbole du Saint-Esprit, plane dans un halo lumineux aux reflets changeants, juste au-dessus de la tête de la Vierge. Sa position et sa taille sont inhabituelles pour l'art de cette époque. On ne trouve rien de semblable chez Rogier van der Weyden, et Hans Memling n'a jamais réutilisé cette idée dans ses autres œuvres. Cependant, elle rappelle la colombe peinte par Van Eyck dans le panneau de l'Annonciation de L'Agneau mystique. Sa forme évoque les médaillons que l'on suspendait au-dessus des lits à cette période, s'intégrant ainsi à la scène d'intérieur.
La main gauche de Marie est posée sur un livre de prières ouvert, placé sur un prie-Dieu. On y voit distinctement la lettre « D ». D'après Maryan Ainsworth, cette lettre pourrait signifier Deus tecum (« que le Seigneur soit avec vous »). Shirley Neilsen Blum suggère que le passage lisible est celui d'Es 7,14 : « Voici que la Vierge concevra et enfantera un fils ». Sur le sol, à côté du prie-Dieu, se trouve un vase avec des lys blancs et un unique iris bleu.
Une draperie de lit suspendue, décoration courante dans les églises à l'époque, est placée au centre, entre l'archange Gabriel et l'ange qui l'accompagne. Près du lit, une crédence porte deux sortes de candélabres et une fiole d'eau, qui se détache verticalement dans la lumière vive venant de la fenêtre de gauche. Le sol est pavé de carreaux aux couleurs chatoyantes, dont le style rappelle celui du Retable de Sainte-Colombe de van der Weyden. Memling choisit de couper la vue des poutres du plafond à mi-hauteur, au niveau du bout du lit, alors que le sol s'étend jusqu'au premier plan. Blum interprète cet effet comme créant symboliquement « une scène ouverte pour les figures saintes ».

## Analyse iconographique

### Généralité
L'iconographie se distingue par sa sobriété, car l'artiste privilégie dans cette œuvre un symbolisme simple et épuré. Plusieurs éléments mettent en avant le rôle de Marie en tant que Théotokos (Mère de Dieu). La scène, sans ostentation, est embellie par des objets du quotidien, modestes, qui soulignent sa vertu immaculée. Par exemple, le vase contenant des lys et les objets sur la crédence sont des attributs que les observateurs du XVe siècle auraient facilement associés à elle. Les lys blancs, en particulier, symbolisent sa pureté virginale, tandis que les iris évoquent sa passion douloureuse. Memling met également l'accent sur des symboles liés à sa maternité et à sa virginité. Il introduit deux lévites angéliques supplémentaires et baigne la scène d'une lumière naturelle douce, modifiant ainsi l'histoire pour en souligner la signification doctrinale. Charles Sterling décrit cette œuvre comme « l'un des témoignages les plus éloquents de la capacité de Memling à sublimer une convention picturale héritée de ses prédécesseurs en lui insufflant un surcroît d'émotion et de complexité narrative ».

### Lumière

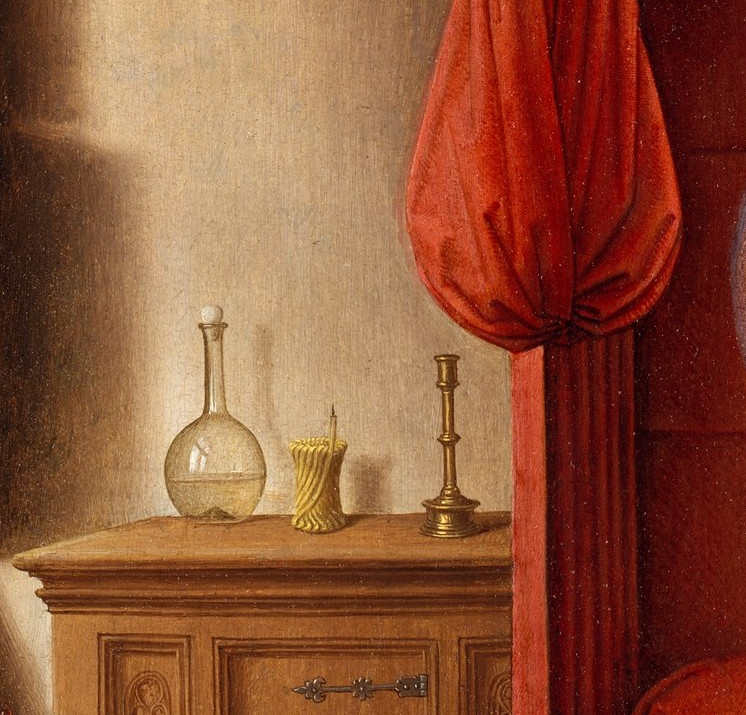
Fragment iconographique mettant en évidence le jeu lumineux irradiant le buffet, une phiale cristalline contenant de l'eau limpide, une mèche de lampe à huile, un candélabre, et une bourse à rideaux.

Dès le IXe siècle, la lumière est associée à la figure de Marie et au mystère de l'Incarnation. Millard Meiss note qu'à partir du XIIe siècle, une manière courante d'exprimer cette idée était de comparer la diffusion de la lumière à travers le verre au passage du Saint-Esprit à travers le corps de la Vierge. Bernard de Clairvaux fait une analogie en la comparant à la lumière du soleil, expliquant : « De même que la splendeur du soleil investit et pénètre un vitrail sans l'altérer, et traverse sa substance sans lésion lors de son entrée ni désintégration lors de son issue ; ainsi le Verbe divin, émanation splendide du Père, pénétra la chambre virginale pour s'échapper ensuite du receptacle clos ».
Sur la table de chevet, trois objets symbolisent la pureté de Marie : une ampoule d'eau, un chandelier et une lampe à huile. La lumière qui passe à travers le récipient en verre de l'ampoule représente sa chair immaculée, illuminée par l'influx divin. L'eau cristalline et pure de l'ampoule symbolise sa chasteté au moment de la conception immaculée, un procédé iconographique courant dans les œuvres antérieures, qui évoque la sainteté de Marie. De plus, l'ampoule reflète une croix, une représentation symbolique de la Crucifixion, ajoutant une touche subtile par laquelle Memling « superpose une forme symbolique translucide à une autre ».

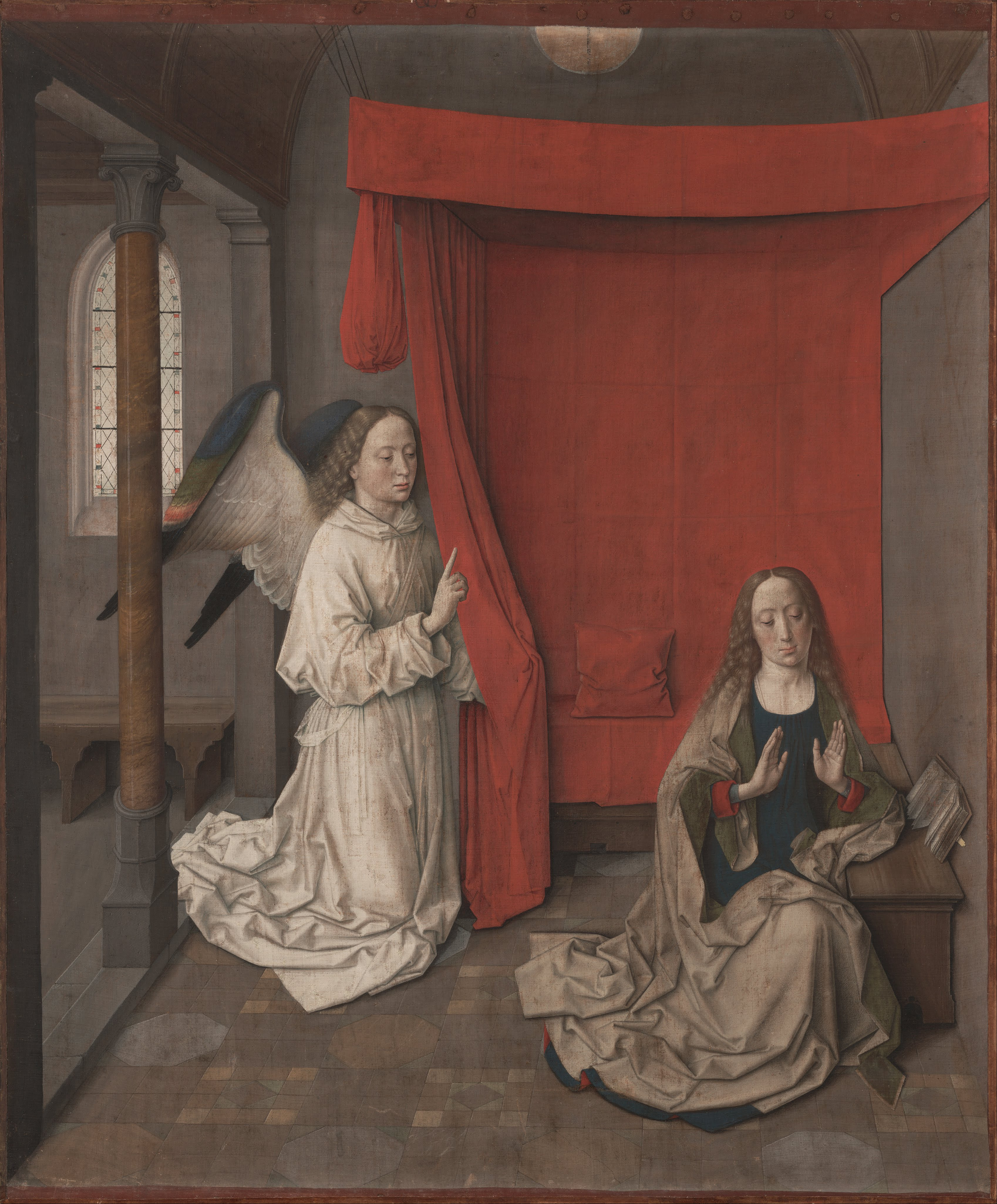
L'Annonciation de Dirk Bouts, peinte vers 1450 et conservée au Getty Center de Los Angeles, se distingue par l'absence des rayons de lumière traditionnels.

À cette époque, la lumière des cierges est souvent utilisée pour symboliser les figures de Marie et du Christ. Les artistes comme Campin et van Eyck intègrent des foyers ou des candélabres dans leurs scènes de l'Annonciation. Un chandelier sans cierge et une mèche sans flamme représentent la période précédant la Nativité du Christ et l'imminence de sa lumière divine, selon l'interprétation d'Ainsworth.
Le principal défi pour les artistes qui illustrent L'Annonciation est de représenter l'Incarnation, le dogme théologique du Verbe fait chair. Pour visualiser cette allégorie, ils utilisent souvent des faisceaux lumineux émanant de l'archange Gabriel ou d'une fenêtre bien placée, qui pénètrent le corps de Marie. Cette représentation symbolique vise à montrer que le Christ « investit et transcende son enveloppe charnelle ». Parfois, ces faisceaux lumineux portent une inscription et peuvent être représentés comme entrant par les oreilles de Marie, en accord avec la croyance selon laquelle le Verbe s'incarne de cette manière.
Contrairement à certaines traditions picturales qui représentent la lumière par des rayons distincts, comme dans l'Annonciation de Dirk Bouts, Memling choisit une approche différente. Sa scène se distingue par sa clarté, baignée d'une lumière solaire évidente, véritable fenestra incarnationis, un symbole facilement compréhensible pour les observateurs de l'époque. Au milieu du XVe siècle, il devient courant de représenter la Vierge dans une pièce ou une chambre près d'une fenêtre ouverte, laissant entrer la lumière. La chambre peinte par Memling, avec sa fenêtre qui laisse passer abondamment la lumière, est un « signe tout à fait pertinent de la chasteté de Marie », selon l'analyse de Blum. Bien qu'il n'y ait ni phylactères ni banderoles pour exprimer clairement l'acceptation de la Vierge, son consentement est évident dans son attitude, qui apparaît, selon Sterling, à la fois soumise et pleine d'engagement.

### Mère du Christ
La naissance virginale est symbolisée par un lit de couleur rouge et un rideau de lit écarlate qui évoque la forme d'un utérus. Au début du XVe siècle, les lits à baldaquin deviennent des symboles de l'Incarnation et « servent à attester l'humanité [du Christ] ». Blum note que « à une époque où les artistes n'hésitent pas à représenter la poitrine de la Vierge, Memling ne fait pas exception et montre également son utérus ». L'humanité du Christ suscite un grand intérêt, et c'est principalement dans l'art des Pays-Bas que l'on trouve une manière de représenter son état embryonnaire à travers des rideaux drapés, suggérant ainsi la forme d'un utérus.

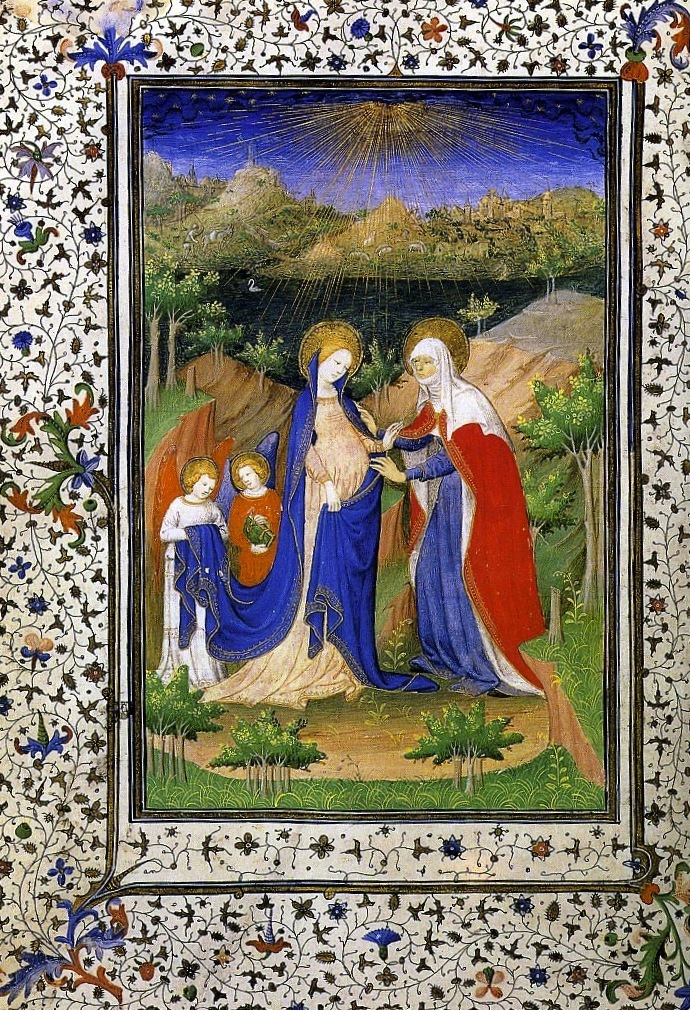
La représentation de la Visitation du Maître de Boucicaut (c. 1405), représente un cas particulier où la Vierge Marie apparaît accompagnée de figures angéliques qui touchent son vêtement.

La corporéité de Marie devient le tabernacle qui garde l'hostie incarnée. Elle devient un objet de dévotion, un véritable « ostensoir qui contient l'hostie ». Son ventre arrondi et la présence de la colombe indiquent que l'instant de l'Incarnation, moment sacré, a lieu. Le spectateur est dès lors invité à se souvenir de la Crucifixion et de la Lamentation à travers l'évanouissement de Marie, « anticipant ainsi le sacrifice du Christ pour le salut des hommes dès sa conception ». Selon l'interprétation des théologiens, Marie gardait son comportement digne lors de la Crucifixion de Jésus, mais dans l'art du XVe siècle, elle est souvent représentée perdant connaissance, selon l'analyse de Jolly, « dans l'angoisse de voir son fils mourir… prenant l'attitude d'une mère accablée par les douleurs de l'accouchement ». Au pied de la croix, elle ressent la dure réalité de sa mort, une souffrance qu'elle n'avait pas connue lors de sa naissance, la Nativité.
Le cadre domestique du tableau met en évidence sa dimension liturgique. La colombe rappelle l'Eucharistie et la messe. L'historienne de l'art Lotte Brand Philip note qu'au XVe siècle, « les vases eucharistiques, en forme de colombes et suspendus au-dessus des autels, étaient abaissés au moment de la transsubstantiation ». Elle suggère ainsi que, de même que le Saint-Esprit anime le pain et le vin, il a animé le sein de la Vierge. Celle-ci porte le corps et le sang du Christ, et est entourée de trois anges prêtres. La fonction de Marie est de porter « le sauveur du monde » ; le rôle des anges est de « soutenir, présenter et protéger son être sacré ». Avec la naissance du Christ, son « ventre miraculeux termine son épreuve » et devient un objet de vénération.

### Mariage mystique
Dans sa représentation de la Vierge, Memling la compare à l'Épouse du Christ, soulignant ainsi son statut de reine céleste. Un cortège d'anges, en tant qu'insigne de sa dignité royale, l'entoure. L'iconographie traditionnelle montre ces êtres célestes en lévitation, couronnant la Vierge, une pratique popularisée par des maîtres germaniques dans leurs Annonciations. Cependant, ces messagers divins s'approchent rarement d'elle et n'entrent généralement pas en contact avec elle. Un exemple unique d'anges accompagnateurs se trouve dans une enluminure de la Visitation réalisée par le Maître de Boucicaut au début du XVe siècle. Dans cette illustration, des anges de cour relèvent le manteau de la Vierge enceinte. Blum y voit une « évocation manifeste de sa majesté, célébrant son titre inaugural de Theotokos, Mère du Seigneur ». Bien que Memling utilise souvent des anges élégamment vêtus en cortège, ces deux anges, simplement habillés d'amicts et d'aubes, sont uniques dans son œuvre. Leur double rôle est de « présenter l'oblation eucharistique et [de] proclamer la Vierge Épouse et Reine ».

## Style et influence

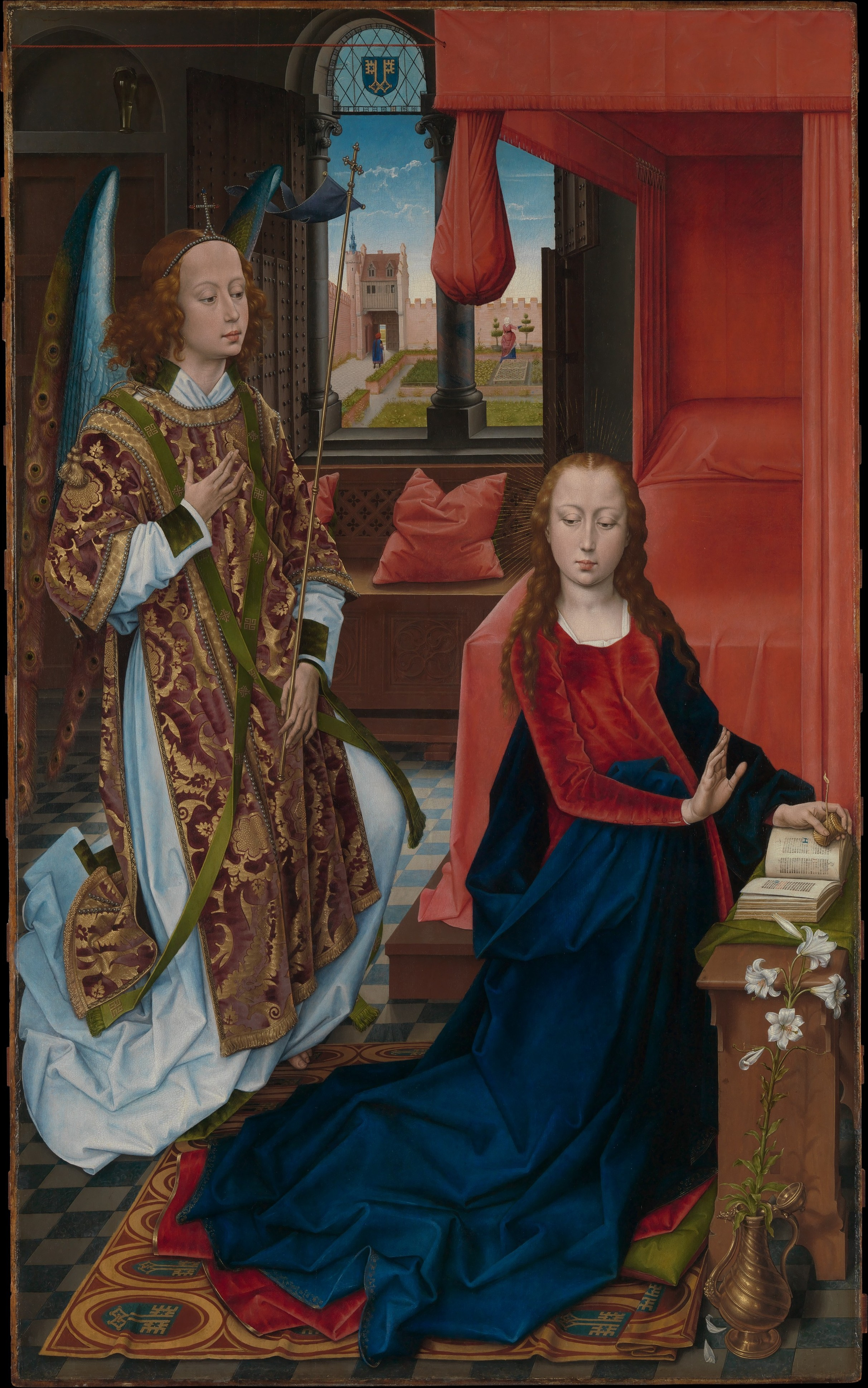
L'Annonciation Clugny (c. 1465-1475) est attribuée à l'atelier de Rogier van der Weyden ou Hans Memling (Metropolitan Museum of Art, New York).

L'iconographie de l'Annonciation montre clairement une influence de Rogier van der Weyden. Cette influence est particulièrement visible dans l'Annonciation du Louvre (c. années 1430), le Retable de Sainte-Colombe (c. 1455) et l'Annonciation Clugny (c. 1465-1475), dont l'attribution entre les deux maîtres reste incertaine. L'hypothèse selon laquelle Memling aurait appris auprès de van der Weyden à Bruxelles, avant de rejoindre l'atelier de Bruges après 1465, renforce cette connexion stylistique et iconographique. 
Bien que l'Annonciation de Memling soit marquée par cet héritage, elle se distingue par des éléments nouveaux, notamment la présence d'anges assistants, qui étaient absents des représentations précédentes. Selon Till-Holger Borchert, la familiarité de Memling avec les motifs et compositions de van der Weyden suggère une relation plus profonde qu'une simple connaissance. Il propose même que Memling ait participé au dessin préparatoire à Bruxelles. Sur le plan formel, les volets latéraux droits s'inspirent directement du panneau du Louvre, et le motif du rideau noué est également repris dans l'Annonciation du Triptyque de Sainte-Colombe.

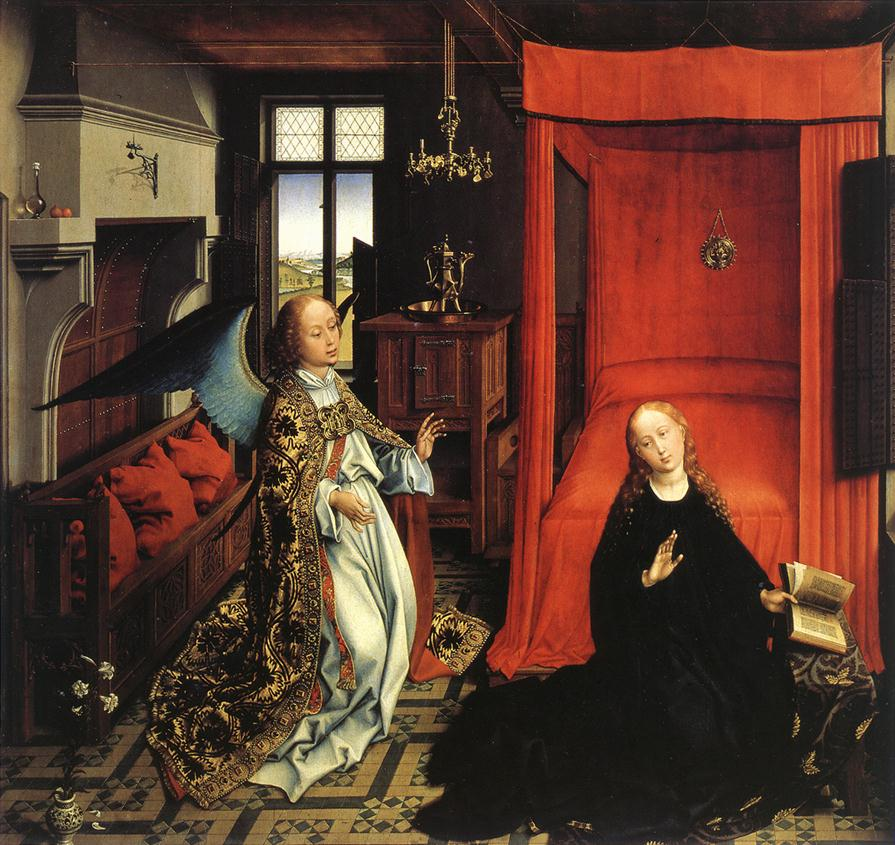
Le panneau central du Triptyque de l'Annonciation, œuvre de Rogier van der Weyden, daté avec une certaine probabilité des années 1430, est aujourd'hui conservé au Musée du Louvre, à Paris.

L'œuvre est animée par un dynamisme palpable. Les bords arrière du manteau de Gabriel débordent du cadre, suggérant une arrivée récente. La pose dite « serpentine » de la Vierge, soutenue par les anges, renforce cette impression de mouvement. L'approche chromatique de Memling crée un effet assez particulier. En s'éloignant des conventions traditionnelles de la lumière, l'artiste utilise des nuances subtiles : les étoffes blanches se teintent d'un bleu « glacé », l'ange à dextre, illuminé de reflets jaunes, semble « irradié de lumière », tandis que l'ange à gauche apparaît absorbé par l'ombre, vêtu de lavande et avec des ailes vert foncé. Cet effet iridescent donne à ces figures, selon Blum, « une qualité éthérée qui les distancie de la réalité plus palpable de la chambre ». Cette composition s'éloigne d'un naturalisme absolu et d'un réalisme typique de l'art primitif des Pays-Bas, introduisant une juxtaposition « inattendue » et un effet délibérément « instable » et paradoxal.
Une analyse technique approfondie révèle un dessin sous-jacent caractéristique du style de Memling. Ce premier jet a été réalisé à la pointe sèche, à l'exception de la colombe, de la fiole et des bougies sur le buffet. Parmi les modifications notables apportées lors de la phase finale, on note l'élargissement des manches de la Vierge et le déplacement de la hampe de Gabriel. Des incisions légères ont été faites pour esquisser le motif géométrique des carreaux du sol et l'emplacement précis de la colombe.
Dans le champ critique, seul W. H. J. Weale remet en question l'attribution à Memling, une idée initialement avancée par Gustav Friedrich Waagen en 1847. En 1903, il soutient que Memling « n'aurait jamais songé à introduire, dans sa représentation de ce mystère, ces deux figures d'anges qu'il estime excessivement sentimentales et artificieuses ».

## Historique et parcours de l'œuvre

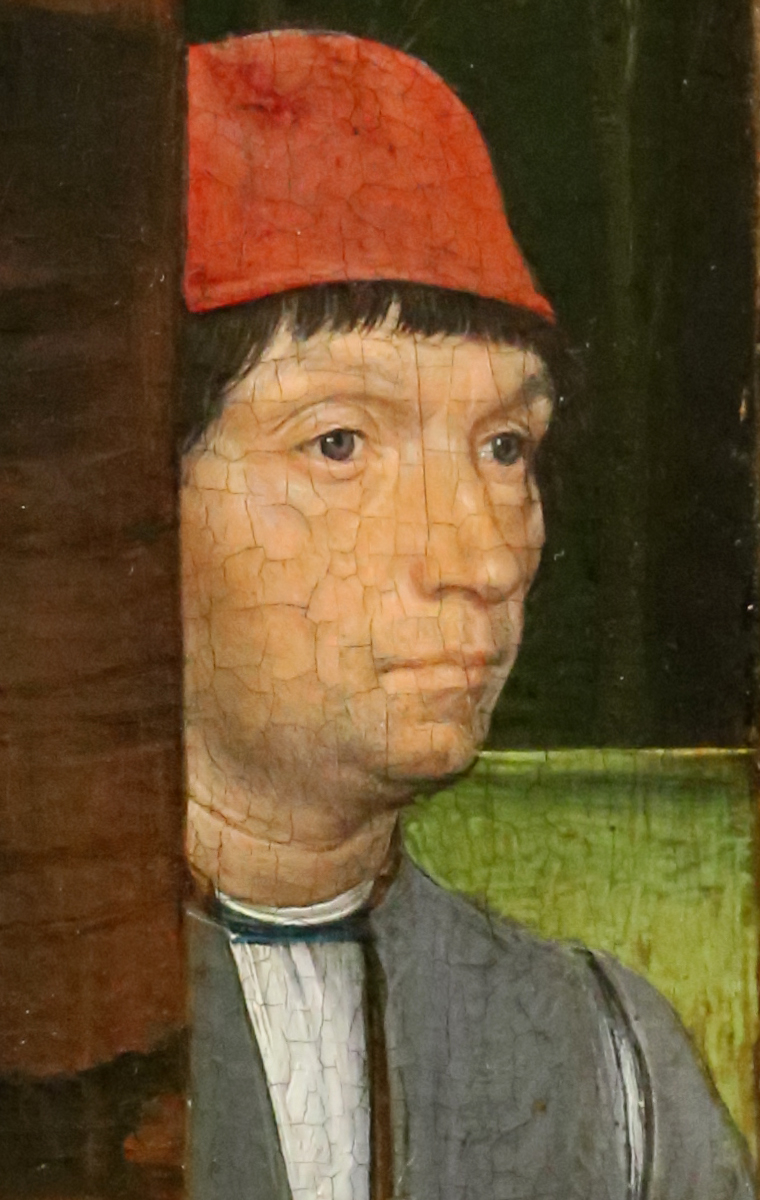
Hans Memling, autoportrait (c. 1480).

La destination initiale du panneau reste un sujet de débat parmi les chercheurs. La question se pose notamment de savoir s'il s'agit d'une œuvre de dévotion autonome ou d'un vestige d'un polyptyque plus vaste. Selon Ainsworth, les dimensions de l'œuvre, combinées à « la nature profondément sacramentelle de son sujet », suggèrent qu'elle était destinée à une chapelle familiale dans une église ou un monastère, ou même à la chapelle d'une corporation de métier. Cependant, l'intégrité du cadre et son caractère inscrit laissent penser qu'elle pourrait avoir été conçue comme une pièce unique, ce qui est inattendu pour un simple volet. Néanmoins, cette hypothèse n'est pas acceptée par tous, car la légère inclinaison des tuiles pourrait indiquer qu'elle faisait à l'origine partie de l'aile gauche d'un ensemble pictural plus large. Il n'existe cependant aucun élément probant concernant le revers du panneau, qui ne présente aucun vestige matériel pour éclaircir la question.
La provenance de cette toile est documentée à partir des années 1830, lorsqu'elle réapparaît dans la famille princière Radziwiłł. Le collectionneur d'art Sulpiz Boisserée, qui l'a vue en 1832, rapporte que Antoni Henryk Radziwiłł a découvert l'œuvre dans l'un des biens ancestraux de sa famille. L'historien de l'art Gustav Friedrich Waagen avance également l'hypothèse qu'elle ait été possédée auparavant par Mikołaj Radziwiłł, qui l'aurait héritée de son frère Jerzy Radziwiłł, ce dernier ayant été élevé au cardinalat. L'œuvre reste dans la famille Radziwiłł jusqu'en 1920, date à laquelle la princesse Radziwiłł la cède aux frères Duveen à Paris. En octobre 1920, le mécène américain Philip Lehman l'achète, et elle fait désormais partie des pièces maîtresses de la collection Robert Lehman, conservée au Metropolitan Museum of Art de New York.

## Datation
L'examen minutieux du tableau par Sulpiz Boisserée a révélé une inscription indiquant l'année 1480. Cependant, le dernier chiffre de cette date, déjà partiellement effacé et difficile à lire, est devenu complètement illisible en 1899. Face à cette incertitude, l'historien d'art Gustav Friedrich Waagen suggère que l'année pourrait être 1482, tandis que l'historien d'art Dirk de Vos penche plutôt pour 1489. Il est important de noter que le style distinctif de Hans Memling rend difficile une datation précise, ce qui complique l'établissement d'une chronologie définitive pour ses œuvres. Néanmoins, selon Charles Sterling, la critique tend généralement à privilégier une datation antérieure, en raison des similitudes stylistiques évidentes avec Le Mariage mystique de sainte Catherine de Hans Memling, qui est datée de 1479. En revanche, Maryan Wynn Ainsworth préfère une date plus tardive, qu'elle considère comme plus cohérente avec la pleine maturité stylistique de l'artiste, située vers la fin des années 1480.

## État de conservation
L'état général de conservation du panneau est assez satisfaisant. Hans Memling a utilisé deux planches de bois d'environ 28 centimètres de large pour créer son œuvre. Le cadre actuel, qui est daté et porte une inscription, est considéré comme l'original, même si le cadre d'origine a disparu vers 1830. Au fil du temps, le panneau subit trois campagnes de restauration documentées. À l'époque où Antoni Radziwiłł découvre l'œuvre, celle-ci présentait une perforation causée par une flèche. Soucieux de préserver le panneau, Radziwiłł entreprend une restauration pour corriger ces dégradations. C'est durant cette intervention que le manteau de la Vierge et certaines zones de carnation sont repeints. Bien que le cadre initial soit perdu, son inscription a été préservée et réintégrée dans le nouveau support. Une description ancienne du cadre mentionne un blason, que l'on suppose lié à Jerzy Radziwiłł. Une seconde restauration a lieu après l'exposition de Bruges en 1902. Ensuite, une troisième restauration est initiée par Lehman, visant à restaurer le panneau et à le transférer sur une toile, opération réalisée peu après 1928. Cette transposition s'est bien déroulée, et l'œuvre ne présente aucune altération notable à la suite de cette opération. Un cliché de la fin du XIXe siècle montre que le bois était présent sur les quatre bords de la surface peinte, ce qui laisse penser qu'il y a eu un agrandissement des bords lors du transfert. Enfin, les zones ayant subi des pertes picturales et des repeints se trouvent principalement sur la chape de Gabriel et le vase orné de fleurs.